# Be Quiet and Drive (Far Away)
Be Quiet and Drive (Far Away) (рус. Замолчи и уезжай (Далеко)) — второй сингл американской альтернативной метал-группы Deftones с их второго студийного альбома Around the Fur. Сингл был выпущен 9 марта 1998 года. Один из коммерчески успешных синглов группы, уступающий разве что песне «Change (In the House of Flies)»; песня попала в американский чарт под номером 29 в Mainstream Rock Tracks и в британский чарт топ-50 UK Singles Chart.

## О песне
«Be Quiet and Drive (Far Away)» основана на старой песне электроник-группы Depeche Mode под названием «Never Let Me Down Again» о том, чтобы просто забыть все ваши проблемы и отправиться в путешествие с близкими друзьями. Иногда, на живых выступлениях группы Чино начинает с первых строк из этой песни: 

I’m taking a ride with my best friend,
And I hope he never lets me down again,
I’m taking a ride with my best friend,
Taking me where I want to be.Оригинальный текст (рус.)Я отправляюсь в путь со своим лучшим другом
Я надеюсь, он больше не разочарует меня
Я отправляюсь в путь со своим лучшим другом
Везти туда, куда я хочу 
 А иногда со строк из песни «Teclo» британской певицы Пи Джей Харви: 

Long goes the night…
longer the day…Оригинальный текст (рус.)Ночь длинна...
день ещё длиннее 

## Видеоклип
Режиссёром видеоклипа стал американский фотограф, артист и режиссёр Фрэнк В. Окенфельс III (известный своими работами с такими артистами, как Дэвид Боуи, Анджелина Джоли, Курт Кобейн и др.). В клипе группа исполняет песню «Be Quiet and Drive (Far Away)» под мостом, переменно обливаясь водой из шланга. Параллельно показывают определённые участки тела полуобнажённой женщины. Чино Морено о клипе: 
Я люблю снимать клипы, потому что я хочу визуально видеть нашу музыку, но этот клип был всего лишь то, что хотели бы увидеть MTV, как посчитал наш лейбл, и я больше никогда, никогда не возьмусь за подобное. Наш лейбл хорош, они никогда не требуют от нас того, чего мы не хотим, но в этот раз они попросили нас об одолжении. И это была какая-то кособокая версия одной из наших сторон. Вычурное, гейское дерьмо. Это не я, я, скорее, за реальность, суровые и дерзкие моменты жизни. Я собираюсь снять видео и объединить его с Around the Fur, и уверен, что MTV не будет крутить это, потому что такие вещи просто не показывают по ТВ.
 В самом конце видео, когда Чино стоит, разведя руки в стороны, можно увидеть из ниоткуда взявшуюся птицу, кружащую у него над головой. Также существует видеоклип на акустическую версию песни. Клип выполнен в минималистическом стиле с участием только лишь вокалиста Чино Морено, поющего эту песню под всё тем же мостом. Данный клип никогда ранее не издавался официально; он случайно всплыл 4 апреля 2013 года и стал доступен для свободного просмотра.

## Список композиций
Все тексты написаны Чино Морено, вся музыка написана Deftones.
UK Диск 1
1. «Be Quiet and Drive (Far Away)» — 5:08
2. «Engine No. 9» (Live) — 3:49
3. «Teething» (Live) — 3:34

UK Диск 2
1. «Be Quiet and Drive (Far Away)» — 5:10
2. «Be Quiet and Drive (Far Away) (Remix)» (Акустическая версия) — 4:33
3. «Birthmark (Live)» — 3:58

- Все лайв-композиции были записаны на концерте в Melkweg что в Амстердаме 13 октября 1997 года.

## Другие версии
В сборнике группы под названием B-Sides & Rarities присутствует акустическая версия песни. В данной версии песни Чино подпевает вокалист и ритм-гитарист американской альтернативной рок-группы Far Джона Матранга.

## В популярной культуре
Песня звучит в видеоигре «Dave Mirra Freestyle BMX» 2000 года вышедший на платформе PS1, а также в видеоигре «Tony Hawk: Shred» 2010 года. Акустическая версия песни входит в саундтрек к американскому фильму «Никки, дьявол-младший».